# Salmoral (kommunhuvudort)
Salmoral är en kommunhuvudort i Spanien.   Den ligger i provinsen Provincia de Salamanca och regionen Kastilien och Leon, i den centrala delen av landet, 130 km väster om huvudstaden Madrid. Salmoral ligger 911 meter över havet och antalet invånare är 257.
Terrängen runt Salmoral är lite kuperad. Runt Salmoral är det mycket glesbefolkat, med 2 invånare per kvadratkilometer. Närmaste större samhälle är Peñaranda de Bracamonte, 11,2 km norr om Salmoral. Trakten runt Salmoral består till största delen av jordbruksmark.